# Décès en 1420
Décès
- 1416
- 1417
- 1418
- 1419
- 1420
- 1421
- 1422
- 1423
- 1424

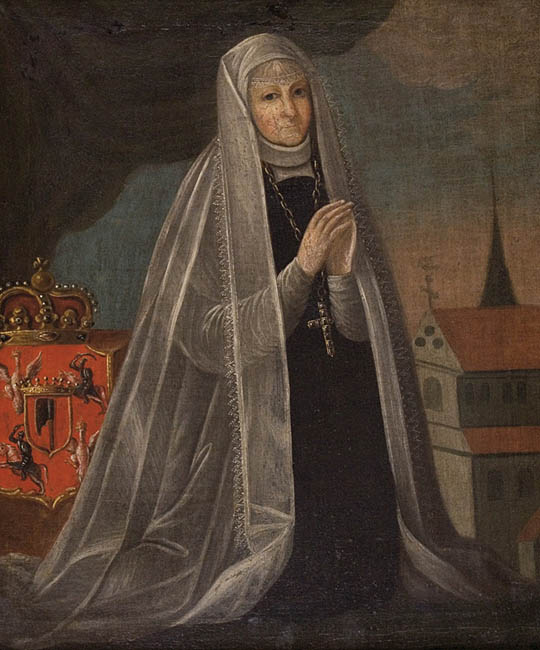
Élisabeth de Pilica, morte en 1420.

Cette page dresse une liste de personnalités mortes au cours de l'année 1420 :
- 18 février : Thomas de Pupio, archevêque d'Aix et théologien.
- 11 mars : Henri II de Ziębice, duc Ziębice.
- 12 mai : Élisabeth de Pilica, reine consort de Pologne et grande-duchesse consort de Lituanie.
- 6 juin : Catherine d'Opole,  princesse polonaise  qui règne comme  douairière sur les duchés Zielona Góra et Kożuchów en  Silésie.
- 11 juin : Jean III de Nuremberg, burgrave de Nuremberg.
- 14 juin : Eustache de Laistre, chevalier, seigneur d'Escury.
- 24 juin : Bernard V d'Anhalt-Bernbourg, prince allemand de la maison d'Ascanie régnant sur la principauté d'Anhalt-Bernbourg.
- 9 août : Pierre d'Ailly, géographe et cardinal français à Avignon. Il découvre le manuscrit de la géographie de Ptolémée lors du concile de Constance et l’emploie dans son œuvre Imago Mundi.
- 3 septembre : Robert Stuart, duc d’Albany, membre de la famille royale d’Écosse, régent (à la fin, partiellement) de trois monarques écossais différents.
- 4 septembre : Géraud du Puy, ou Géraud du Puy de Miremont, évêque de Montauban, Saint-Flour, Mende et Carcassonne.
- 19 septembre : Pedro Fernandez de Frias, dit le cardinal d'Espagne ou d'Osma, cardinal espagnol.
- 25 septembre : Gérard de Montaigu, évêque de Paris depuis 1409, qui meurt probablement en Touraine, après avoir fui les Anglo-Bourguignons entrés dans Paris en 1420.
- 8 octobre : Carlos Jordan de Urriès y Pérez Salanova, dit le cardinal d'Urriès, cardinal espagnol.
- 21 octobre : Abû Saïd Uthmân III, sultan mérinide.
- novembre : Juan Martinez de Murillo, dit le cardinal de Montearagón, cardinal espagnol.
- 18 décembre : Cheikh Bedreddin, chef du mouvement révolutionnaire.
- 27 décembre: Jacques Twinger de Koenigshoffen, historien, enseignant, notaire, chroniqueur, prêtre, archiviste, musicien et rédacteur de dictionnaires français manuscrits.

- Philippe d'Orléans, comte de Vertus.
- Guillaume de Braquemont, dit le Braquet de Braquemont, seigneur de Braquemont, de Sedan et de Florainville.
- Mihail Ier de Valachie, prince de Valachie.
- Imagawa Sadayo, poète japonais et commandant militaire qui sert de tandai de Kyūshū à l'époque du bakufu Ashikaga.

## Crédit d'auteurs
- Cet article est partiellement ou en totalité issu de l'article intitulé « 1420 » (voir la liste des auteurs).